# Arrondissement d'Arles
L'arrondissement d'Arles est une division administrative de l'État dans le département des Bouches-du-Rhône et la région Provence-Alpes-Côte d'Azur.
L'arrondissement fait partie des trois arrondissements des Bouches-du-Rhône créés en 1800. Son chef-lieu est alors la commune de Tarascon. En 1816, le chef-lieu est déplacé à Arles.
En 1981, certaines communes de l'arrondissement d'Arles et de celui d'Aix-en-Provence en sont détachées pour former l'arrondissement d'Istres.

## Composition
Depuis 1981, l'arrondissement d'Arles est composé de 36 communes situées dans la partie ouest du département des Bouches-du-Rhône, dont cinq ont plus de 10 000 habitants : Arles, Châteaurenard, Tarascon, Saint-Martin-de-Crau et Saint-Rémy-de-Provence.
De 2003 à 2015, ces communes étaient regroupées en neuf cantons : Arles-Est, Arles-Ouest,  Châteaurenard, Eyguières, Orgon, Port-Saint-Louis-du-Rhône, Saint-Rémy-de-Provence,  Les Saintes-Maries-de-la-Mer et Tarascon. Depuis 2015, le nouveau découpage cantonal s'affranchit des limites des arrondissements. 

### Découpage communal depuis 2015
Depuis 2015, le nombre de communes des arrondissements varie chaque année soit du fait du redécoupage cantonal de 2014 qui a conduit à l'ajustement de périmètres de certains arrondissements. Le nombre de communes de l'arrondissement d'Arles est ainsi de 36 en 2015 et de 29 en 2019.
Au 1er janvier 2024, l'arrondissement groupe les 29 communes suivantes :
1. Arles
2. Aureille
3. Barbentane
4. Les Baux-de-Provence
5. Boulbon
6. Cabannes
7. Châteaurenard
8. Eygalières
9. Eyragues
10. Fontvieille
11. Graveson
12. Maillane
13. Mas-Blanc-des-Alpilles
14. Maussane-les-Alpilles
15. Mollégès
16. Mouriès
17. Noves
18. Orgon
19. Paradou
20. Plan-d'Orgon
21. Rognonas
22. Saint-Andiol
23. Saint-Étienne-du-Grès
24. Saintes-Maries-de-la-Mer
25. Saint-Martin-de-Crau
26. Saint-Pierre-de-Mézoargues
27. Saint-Rémy-de-Provence
28. Tarascon
29. Verquières

## Démographie
En 2022, l'arrondissement comptait 172 826 habitants.
| 1968    | 1975    | 1982    | 1990    | 1999    | 2006    | 2011    | 2016    | 2021    |
| ------- | ------- | ------- | ------- | ------- | ------- | ------- | ------- | ------- |
| 134 156 | 146 732 | 160 374 | 171 807 | 180 948 | 192 034 | 199 501 | 171 684 | 171 575 |

| 2022    | - | - | - | - | - | - | - | - |
| ------- | - | - | - | - | - | - | - | - |
| 172 826 | - | - | - | - | - | - | - | - |

## Liste des sous-préfets
| Période           | Période           | Identité                     | Fonction précédente                                                                                           | Observation                                                                        |
| ----------------- | ----------------- | ---------------------------- | --- | ---------------------------------------------------------------------------------- |
|                   |                   |                              | |                                                                                    |
| 30 août 1830      | 9 mars 1831       | Toussaint Curel              | | Nommé sous-préfet de Brest                                                         |
|                   |                   |                              | |                                                                                    |
| 11 juillet 1848   | 4 novembre 1853   | Émile Paul Rostan d'Ancézune | Sous-préfet de Brignoles                                                                                      | Nommé sous-préfet de Saint-Quentin                                                 |
|                   |                   |                              | |                                                                                    |
| 25 juin 1864      | 27 mars 1865      | Armand Pihoret               | Sous-préfet de Grasse                                                                                         | Secrétaire général de la préfecture de Gironde                                     |
|                   |                   |                              | |                                                                                    |
| 12 septembre 1870 | 4 octobre 1870    | Guillaume Martin             | | Nommé sous-préfet d'Aix                                                            |
|                   |                   |                              | |                                                                                    |
| 12 avril 1871     | 7 octobre 1871    | Paul Floret                  | | Nommé sous-préfet d'Aix                                                            |
|                   |                   |                              | |                                                                                    |
| 17 novembre 1880  | 28 novembre 1885  | Auguste Tardy                | Sous-préfet de Mamers                                                                                         | Nommé préfet de l'Ardèche                                                          |
| 19 décembre 1885  | 22 mars 1889      | Pierre Vincent               | Secrétaire général de la préfecture du Gard                                                                   | Nommé préfet de l'Allier                                                           |
| 22 mars 1889      | 18 mars 1895      | Henri Collignon              | Sous-préfet de Mayenne                                                                                        | Nommé directeur de cabinet du préfet de la Seine                                   |
| 18 mars 1895      | 20 février 1900   | Bernard Dardenne             | Sous-préfet de Millau                                                                                         | Nommé préfet de l'Ain                                                              |
| 20 février 1900   | 31 mars 1905      | Georges Beaucaire            | Secrétaire général de la préfecture de l'Hérault                                                              | Remplacé et préfet honoraire                                                       |
| 31 mars 1905      | 30 décembre 1905  | François Lasserre            | Secrétaire général de la préfecture de la Loire-Inférieure                                                    | Nommé sous-préfet de Béthune                                                       |
| 30 décembre 1905  | 28 octobre 1912   | François Ceccaldi            | Secrétaire général de la préfecture d'Ille-et-Vilaine                                                         | Nommé préfet du Lot                                                                |
| 28 octobre 1912   | 15 juillet 1914   | Georges Hammond              | Secrétaire général de la préfecture du Finistère                                                              | Nommé sous-préfet de Neufchâtel                                                    |
| 15 juillet 1914   | 2 février 1918    | Abel Maisonobe               | Sous-préfet de Carpentras                                                                                     | Nommé secrétaire général de la préfecture des Bouches-du-Rhône                     |
| 2 février 1918    |                   | Auguste Bertin               | Sous-préfet d'Aix                                                                                             | Mort en fonction                                                                   |
| 24 février 1919   | 14 octobre 1920   | Marie-Joseph Cadiot          | Mobilisé pour la guerre                                                                                       | Nommé sous-chef de bureau à l'Administration centrale du ministère de l'Intérieur  |
| 15 septembre 1920 | 22 octobre 1920   | André Bouffard               | Sous-chef de bureau à la direction de la Sûreté générale                                                      | Nommé préfet des Hautes-Pyrénées                                                   |
| 22 octobre 1920   | 26 octobre 1925   | Maurice Bellecroix           | Sous-préfet d'Argentan                                                                                        | Nommé sous-préfet de Grasse                                                        |
| 26 octobre 1925   | 19 novembre 1931  | Paul Caillet                 | Secrétaire général de la préfecture du Gard                                                                   | Nommé préfet de la Haute-Loire                                                     |
|                   |                   |                              | |                                                                                    |
|                   | avril 1942        | Jean des Vallières           | | Révoqué                                                                            |
| 8 février 1944    | 6 septembre 1944  | Louis Séguy                  | Secrétaire général du Gard                                                                                    | Nommé À la disposition du ministre                                                 |
|                   |                   |                              | |                                                                                    |
| 29 mars 1972      | 22 juillet 1974   | Bernard Malfait              | Secrétaire général de Loir-et-Cher                                                                            | Nommé Secrétaire général de la Moselle                                             |
| 22 juillet 1974   | 5 juillet 1976    | Yves Bonnet                  | Conseiller technique auprès du directeur général des affaires politiques et de l'administration du territoire | Nommé sous-préfet de Cherbourg                                                     |
|                   |                   |                              | |                                                                                    |
| 1976              |                   | Jean-Louis Dufeigneux        | |                                                                                    |
|                   |                   |                              | |                                                                                    |
|                   | 12 septembre 1994 | Roland Meyer                 | | Nommé sous-préfet de Saint-Denis (Seine-Saint-Denis)                               |
| 19 septembre 1994 | 24 novembre 1994  | Claude Casanova              | |                                                                                    |
| 24 novembre 1994  | 26 septembre 1996 | Patrick Strzoda              | Secrétaire général de la préfecture de la Drôme                                                               |                                                                                    |
| 26 septembre 1996 | 16 mars 1998      | Daniel-Alain Grossard        | Sous-préfet de Saint-Omer                                                                                     | Nommé sous-préfet d'Abbeville                                                      |
| 16 mars 1998      | 27 juillet 2000   | Henri Souchon                | Sous-préfet de Guingamp                                                                                       | Chargé d'une mission de service public relevant du Gouvernement                    |
| 31 juillet 2000   | 21 octobre 2003   | Marcelle Pierrot             | Administratrice civile                                                                                        | Nommée secrétaire générale de la préfecture de la Somme                            |
| 21 octobre 2003   | 24 octobre 2006   | Jean-Luc Fabre               | Secrétaire général de la préfecture de la Haute-Corse                                                         | Nommé secrétaire général de la préfecture de Maine-et-Loire                        |
| 24 octobre 2006   | 15 juillet 2009   | Jacques Simonnet             | | Nommé préfet délégué dans les collectivités de Saint-Barthélemy et de Saint-Martin |
| 2 septembre 2009  | 3 juin 2016       | Pierre Castoldi              | Sous-préfet hors cadre                                                                                        | Nommé sous-préfet de Villefranche-sur-Saône                                        |
| 3 juin 2016       | 3 mars 2020       | Michel Chpilevsky            | Administrateur civil                                                                                          | Nommé sous-préfet de Valenciennes                                                  |
| 4 août 2020       | 7 septembre 2022  | Fabienne Ellul               | Sous-préfète de Forcalquier                                                                                   |                                                                                    |
| 14 novembre 2022  | En cours          | Cécile Lenglet               | Sous-préfète de Muret                                                                                         |                                                                                    |